# Isaac de Vannes
Isaac de Vannes (floruit début IXe siècle) est évêque de Vannes vers 797 jusqu'en 814.

## Contexte
Cet évêque est uniquement mentionné dans des chartes du cartulaire de Redon, notamment dans la charte no 135 du 30 décembre 813, où il est présent comme Isaac episcopo aux côtés de Regnante Iarnhitino, Wido Comite.

## Sources
- Arthur de La Borderie, Histoire de la Bretagne (VI volume), vol. II, Mayenne, Joseph Floch (réédition), 1975, 556 p., p. 6 note n°2
- (la) Jean-Barthélemy Hauréau, Gallia Christiana, vol. XIV Provincia Turonensi, Paris, Firmin-Didot, 1856, p. 919 Ecclesia Venentesis XIV Isaacus.